# ثيودور وارد
ثيودور وارد (بالإنجليزية: Theodore Ward)‏ هو كاتب مسرحي أمريكي، ولد في 15 سبتمبر 1902 في ثيبودوكس في الولايات المتحدة، وتوفي في 8 مارس 1983 في شيكاغو في الولايات المتحدة.

## وصلات خارجية
- ثيودور وارد على موقع الموسوعة البريطانية (الإنجليزية)
- ثيودور وارد على موقع قاعدة بيانات برودواي على الإنترنت (الإنجليزية)